# Otmar Suitner
Otmar Suitner (Innsbruck, 6 de maig de 1922 - Berlín, 8 de gener de 2010) fou un director d'orquestra austríac.
Va ser alumne de Clemens Krauss al Mozarteum de Salzburg, i va començar la seva carrera durant la Segona Guerra Mundial. Va arribar a ser director titular de l'Òpera Estatal de Dresden i de la Staatskapelle el 1960, i va gaudir d'una reeixida carrera internacional. Va ser particularment popular al Japó on la seva col·lecció de versions d'Antonín Dvořák, luxosament editada, és un best-seller.